# 大東そば

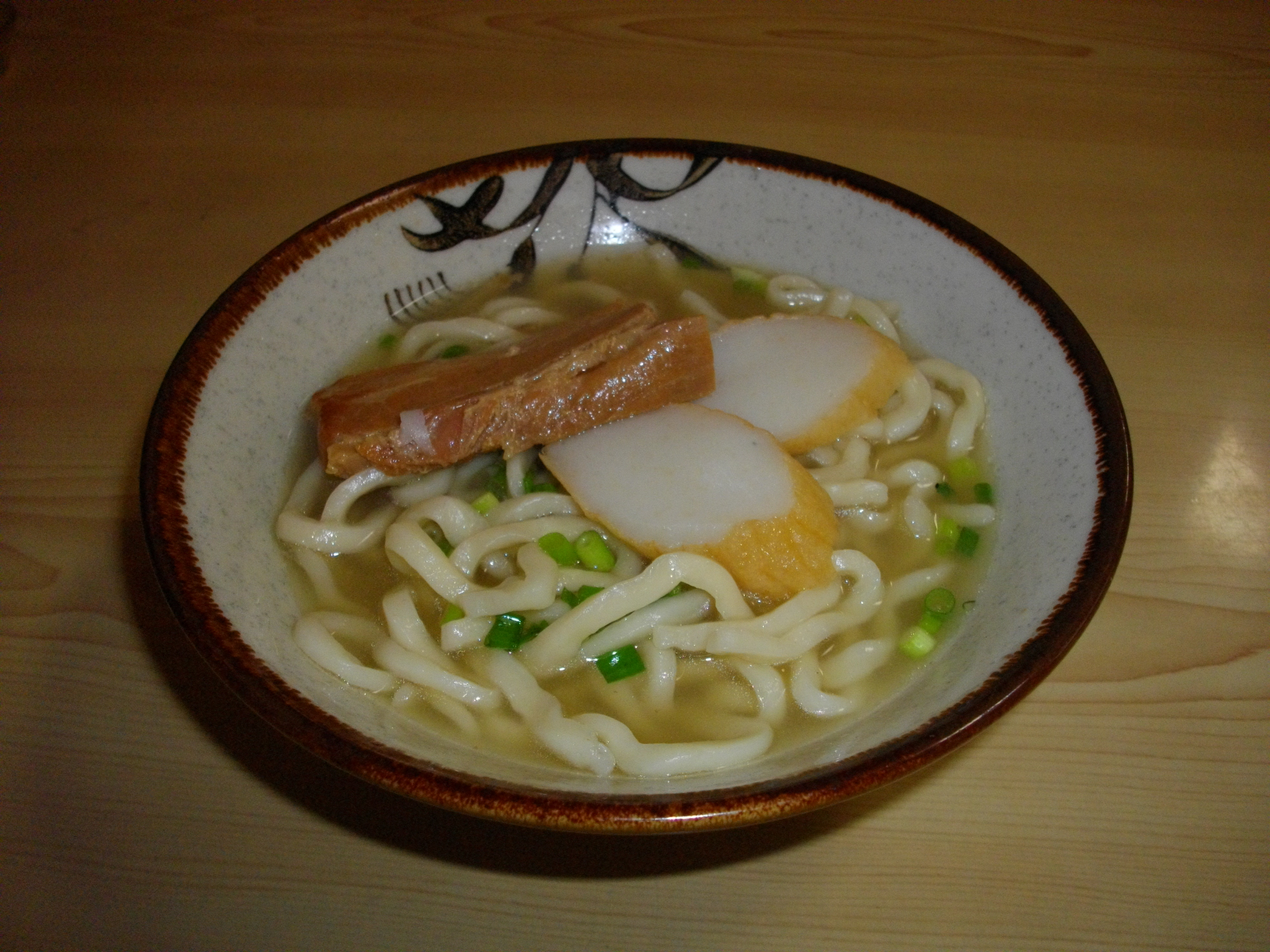
大東そば

大東そば（だいとうそば）は、沖縄県の南大東島に由来する沖縄そばである。「元祖大東そば　いさ食堂」（現在は閉店）が発祥で、以前は島内で手打ちされていた。現在は那覇市内の製麺所で製造され、直営店である「元祖大東そば」で提供されている。この麺は南大東島にも空輸されており、いさ食堂の跡地に所在する食堂でも味わうことができる。
麺は太く不揃いで、縮れが強い。茹で置きや油処理を行わないため、生めん独特のコシがある。